# Phanerotoma zelleriae
Phanerotoma zelleriae är en stekelart som beskrevs av Herbert Zettel 1992. Phanerotoma zelleriae ingår i släktet Phanerotoma och familjen bracksteklar. Inga underarter finns listade i Catalogue of Life.